# Кунса чисик
«Кунса чисик» (кор. 군사 지식) — ежемесячный журнал, официальное издание вооружённых сил КНДР.
Содержит статьи, посвящённые событиям военной истории.